# Takako Takamura
Takako Takamura (高村 貴子, Takamura Takako), née le 22 janvier 1993 à Hakusan, est une coureuse de fond japonaise spécialisée en skyrunning. Elle est double championne d'Asie de skyrunning et championne d'Asie-Pacifique de trail court 2024.

## Biographie
Pratiquant l'athlétisme durant sa jeunesse, Takako peine à obtenir de bonnes performances, étant souvent blessée et souffrant d'anémie. Ses problèmes de santé l'incitent à se lancer dans des études de médecine pour mieux comprendre les maux dont souffrent les sportifs. Elle entre à l'université de médecine d'Asahikawa et rejoint le club local de ski de fond. En 2013, un collègue fondeur début lui propose de participer à un trail. Takako accepte et termine troisième à sa propre surprise. Enthousiasmée par ce bon résultat et fascinée par la discipline, elle décide de s'y investir davantage.
Le 4 juin 2016, elle décroche son premier succès en skyrunning en remportant le Mt.Awa Vertical Kilometer. Le 4 décembre, elle prend part à l'épreuve de SkyRace des championnats d'Asie de skyrunning courus dans le cadre de la MSIG Lantau 50. Effectuant une solide course, elle se classe troisième derrière la Britannique Zein Williams et l'Autrichienne Sandra Koblmüller. Meilleure Asiatique, elle décroche le titre en devançant de dix minutes la Coréenne Sooji Park.
Le 10 septembre 2017, elle défend avec succès son titre de championne d'Asie de SkyRace en dominant la Zao SkyRace. Prenant les commandes de la course dès le départ, elle s'envole vers la victoire, s'imposant avec quatre minutes d'avance sur Mina Ogawa.
Le 21 avril 2018, elle domine le Mt.Awa Vertical Kilometer qui accueille les championnats du Japon de kilomètre vertical. Couru plus tôt dans l'année que d'habitude, l'épreuve se déroule en partie sur les sommets enneigés. Takako s'y démontre très à l'aise et remporte le titre avec cinq minutes d'avance sur Yuko Tateishi. Deux semaines plus, elle confirme sa domination dans la discipline en remportant haut la main la Ueda SkyRace. Elle s'impose avec une avance considérable de 33 minutes devant sa plus proche rivale Maki Tanak et remporte le titre de championne du Japon de SkyRace.
Le 25 octobre 2024, elle prend part à l'épreuve de trail court lors de l'édition inaugurale des championnats d'Asie-Pacifique de trail à Ulju. Elle mène la course du début à la fin et s'impose aisément avec cinq minutes d'avance sur sa plus proche poursuivante, la Népalaise Priya Rai.

## Palmarès
| no  | féminin            | Course                                            | Longueur | Départ            | Temps           |
| --- | ------------------ | ------------------------------------------------- | -------- | ----------------- | --------------- |
| 21e | Médaille d'or      | Mt.Awa Vertical Kilometer                         | 5,5 km   | 4 juin 2016       | 1 h 9 min 13 s  |
| 21e | Médaille d'or      | Championnats d'Asie de skyrunning - SkyRace       | 27 km    | 4 décembre 2016   | 3 h 49 min 38 s |
| 45e | Médaille de bronze | SkyRace Comapedrosa                               | 21 km    | 30 juillet 2017   | 3 h 26 min 43 s |
| 22e | Médaille d'or      | Championnats d'Asie de skyrunning - SkyRace       | 28 km    | 10 septembre 2017 | 3 h 15 min 15 s |
| 21e | Médaille d'or      | Mt.Awa Vertical Kilometer                         | 5,5 km   | 21 avril 2018     | 1 h 11 min 22 s |
| 73e | 10e                | Championnats du monde de skyrunning - SkyMarathon | 26,5 km  | 15 septembre 2018 | 4 h 10 min 17 s |
| 30e | Médaille de bronze | Mt.Awa SkyRace                                    | 21 km    | 21 avril 2019     | 2 h 28 min 56 s |
| 6e  | Médaille d'or      | Mt.Awa SkyRace                                    | 21 km    | 18 avril 2021     | 2 h 31 min 48 s |
| 11e | Médaille d'or      | Mt.Awa SkyRace                                    | 43 km    | 29 mai 2022       | 6 h 31 min 4 s  |
| 45e | 5e                 | Championnats du monde de skyrunning - SkyMarathon | 31 km    | 11 septembre 2022 | 3 h 37 min 17 s |
| 12e | Médaille d'argent  | Championnats d'Asie de skyrunning - SkyRace       | 27 km    | 2 décembre 2023   | 3 h 24 min 59 s |
| 23e | Médaille d'or      | Championnats d'Asie-Pacifique de trail - court    | 41,2 km  | 25 octobre 2024   | 4 h 36 min 24 s |
| 24e | Médaille de bronze | Chiang Mai Thailand by UTMB - Hmong 50            | 50 km    | 7 décembre 2024   | 5 h 14 min 43 s |
| 14e | Médaille d'or      | Ueda Skyrace                                      | 26 km    | 4 mai 2025        | 4 h 19 min 55 s |
| 5e  | Médaille d'or      | Kaga Spa Trail Endurance 50                       | 58 km    | 21 juin 2025      | 6 h 31 min 52 s |